# Elektronische Dissertation
Der Begriff elektronische Dissertation bezeichnet die Publikation einer Arbeit zur Erlangung des Doktorgrades über ein elektronisches Medium. Daher spricht man auch von Online-Dissertation. Die Arbeit wird dabei nicht wie herkömmlich gedruckt, sondern in einer Datenbank hinterlegt. Die Verfahren hierzu sind noch nicht standardisiert, weder national, noch international.
Die Variante der elektronischen Veröffentlichung einer Dissertation stammt aus den USA. Hier kennt man diese Möglichkeit seit 1987. In Deutschland ist die Online-Publikation seit dem Jahr 1996 möglich, in der Schweiz seit 2000. 

## Vorteile
Der Doktorand spart bei elektronischer Publikation erhebliche Druckkosten (einzelne Universitäten verlangen aber dennoch noch wenige Druckexemplare), dazu erfolgt eine elektronische Publikation erheblich schneller als eine herkömmliche. Nachdem heute Publikationen ohnehin am Computer erstellt werden (also bereits als Datei vorliegen), ist der zusätzliche Aufwand minimal. Grundsätzlich ermöglicht eine elektronische Form die Einbindung weiterer Medien (z. B. Audio- und Videodateien). Elektronisch verfügbare Texte sind im Vergleich zu Papiertexten erheblich leichter zu finden, zu indizieren, abzurufen und weiterzuverarbeiten.

## Technische Aspekte
Ein wesentlicher Aspekt elektronischer Publikationen ist das Dateiformat. Früher wurde häufig das Programm Microsoft Word verwendet, bei dem Dateien verschiedener Versionen untereinander inkompatibel sind. Daher wird heute vor allem das plattform- und versionsunabhängige PDF-Format genutzt (Postscript). 

## Bibliotheken
„Die fortschreitende Entwicklung des elektronischen Publizierens wirkt unvermeidlich auf die Organisation von Bibliotheken, ihre Aufgaben, Strukturen und Funktionen zurück“.
Mit zunehmender Verbreitung elektronischer Publikationsformen geht in den Bibliotheken der Aufwand für die Papierverarbeitung zurück (z. B. Lagerfläche, Versandaufwand für Fernleihe, Kopie), dem allerdings ein gewisser Mehraufwand für die Verwaltung der elektronischen Publikationen gegenübersteht (entsprechende Computersysteme plus Personal). 
Es stellen sich aber auch gewisse prinzipielle Schwierigkeiten ein. Änderungen am Text der Dissertation als „elektronische Neuausgabe“ können nicht wie bisher als Neuauflage erschlossen werden. 
Auch die Archivierung elektronischer Dokumente ist noch nicht gelöst.
Elektronische Publikationen wirken sich vor allem auf die traditionelle Informationskette aus: Waren Fachgesellschaften und Buchhandel bei Dissertationen schon bisher nur selten eingebunden, bleiben bei elektronischer Publikation nun auch die Verlage (insbesondere Wissenschaftsverlage) und das Druckwesen ausgeschlossen.
Elektronische Dissertationen sind vor allem in den technischen und den naturwissenschaftlichen Fächern verbreitet. Die elektronische Datenverarbeitung von diesen Wissenschaften entwickelt und als erste angewandt, auch werden gerade von diesen Fächern multimediale Darstellungen in die Arbeiten eingebaut, was nur bei einer elektronischen Publikationsform möglich ist.

## Datenbanken auf nationaler und internationaler Ebene
Die Deutsche Nationalbibliothek (DNB) betreibt unter dem Namen DissOnline eine entsprechende Datenbank, in der seit 1998 elektronische Dissertationen und -Habilitationen gesammelt werden. Allerdings sind nicht alle elektronischen Dissertationen dort im Volltext abrufbar. Man findet jedoch mindestens eine Zusammenfassung (Abstract) und einen Verweis auf den Volltext.
Auch auf internationaler Ebene werden seit einigen Jahren Datenbanken angelegt, in welchen alle elektronisch veröffentlichten Dissertationen verzeichnet sind (z. B. UNESCO Clearing House on Electronic Theses and Dissertations (ETD)) oder auf europäischer Ebene in dem Projekt Dart-Europe, einem Zusammenschluss von mehr als fünfhundert europäischen Universitäten aus 28 Nationen.(Stand: Januar 2015) In den USA erklärte die Library of Congress 1999 die Sammlung digitaler Dissertationen des Unternehmens ProQuest zum offiziellen LoC-Depot.